# Pere d'Edessa
Pere d'Edessa (Petrus, Pétros Πέτρος) fou prevere de l'església d'Edessa.
Sirià de naixement i eminent predicador, va escriure Tractatus variarum Causarum, (tractat sobre diverses matèries) compost en psalms en metres. Va escriure en siríac i Tritemi li adscriu també Commentarii in Psalmos.